# Palazzo Moroni (Roma)
Palazzo Moroni è un palazzo eclettico di Roma che si trova al numero 1 della Salita di San Nicola da Tolentino, nel rione Trevi. 

## Storia
Il 6 dicembre 1884, a famiglia Barberini vendette a una impresa un terreno di  51,50 x 40 metri che confinava con l'antico Vicolo Sterrato, il moderno Vicolo di San Nicola da Tolentino. 
Il lotto fu venduto il 14 gennaio 1885, ai fratelli Alessandro e Scipione Moroni, che incaricarono del progetto di un palazzo l'architetto Gaetano Canedi. 
Il risultato finale fu però molto diverso da quello previsto, a causa dell'eccessiva altezza dell'edificio rispetto alla larghezza del terreno prospiciente la strada, che richiese il rispetto di un arretramento di dieci metri. 
L’edificio ospita alcuni uffici dello Stato maggiore del Ministero della Difesa italiano, una dependance del vicino Palazzo Caprara.

## Descrizione
L'edificio è costituito da una struttura centrale di 25,50 metri di lunghezza, distante circa 11,50 metri dall'edificio antistante.
È affiancato da due blocchi laterali di circa 11,50 metri di lunghezza ciascuno, distanti circa 7,50 metri dall'edificio antistante; questa distanza era in contrasto con le prescrizioni dell'epoca.
Il palazzo ha una profondità di 37,80 metri ed è distante 5,80 metri dal vicino Palazzo Caprara. Questa distanza fu contestata dal conte Caprara che nel 1886 citò in causa, senza esito, i Moroni. Dista anche solo  2,50 dal muro di cinta del giardino del Palazzo Barberini.
L'edificio è alto 33,20 metri, 4,20 metri in più del progetto che era stato approvato. I lavori furono completati in due anni.